# Polo (Illinois)
Polo es una ciudad ubicada en el condado de Ogle en el estado estadounidense de Illinois. En el Censo de 2010 tenía una población de 2355 habitantes y una densidad poblacional de 671,05 personas por km².

## Geografía
Polo se encuentra ubicada en las coordenadas 41°59′5″N 89°34′44″O / 41.98472, -89.57889. Según la Oficina del Censo de los Estados Unidos, Polo tiene una superficie total de 3.51 km², de la cual 3.51 km² corresponden a tierra firme y (0%) 0 km² es agua.

## Demografía
Según el censo de 2010, había 2355 personas residiendo en Polo. La densidad de población era de 671,05 hab./km². De los 2355 habitantes, Polo estaba compuesto por el 97.37% blancos, el 0.81% eran afroamericanos, el 0.17% eran amerindios, el 0.21% eran asiáticos, el 0% eran isleños del Pacífico, el 0.3% eran de otras razas y el 1.15% pertenecían a dos o más razas. Del total de la población el 2.55% eran hispanos o latinos de cualquier raza.